# 兵庫県道214号鶴居停車場線
兵庫県道214号鶴居停車場線（ひょうごけんどう214ごう つるいていしゃじょうせん）は、兵庫県神崎郡市川町を通る一般県道である。

## 概要
神崎郡市川町鶴居から神崎郡市川町屋形に至る。兵庫県道404号長谷市川線から終点までは旧国道312号だった。

### 路線データ
- 起点：神崎郡市川町鶴居（JR西日本播但線 鶴居駅前）
- 終点：神崎郡市川町屋形（国道312号交点）
- 総延長：1.232 km

## 路線状況

### 道路施設

#### 橋梁
- 屋形橋（市川、神崎郡市川町）

## 地理

### 通過する自治体
- 神崎郡市川町

### 交差する道路
| 交差する道路            | 交差する場所 | 交差する場所   |
| ----------------------- | ------------ | -------------- |
| 兵庫県道404号長谷市川線 | 鶴居         | 鶴居駅前交差点 |
| 国道312号               | 屋形         | 終点           |

### 沿線
- JR西日本播但線 鶴居駅
- 市川町立鶴居小学校
- 屋形郵便局
- E95 播但連絡道路 10 市川北ランプ